# 31630 Jennywang
31630 Jennywang è un asteroide della fascia principale. Scoperto nel 1999, presenta un'orbita caratterizzata da un semiasse maggiore pari a 2,6816972 UA e da un'eccentricità di 0,1769838, inclinata di 3,69340° rispetto all'eclittica.